# Kanada az 1980. évi téli olimpiai játékokon
Kanada az egyesült államokbeli Lake Placidben megrendezett 1980. évi téli olimpiai játékok egyik részt vevő nemzete volt. Az országot az olimpián 8 sportágban 59 sportoló képviselte, akik összesen 2 érmet szereztek.

## Érmesek
| Érem  | Versenyző       | Sportág        | Versenyszám    |
| ----- | --------------- | -------------- | -------------- |
| Ezüst | Gaétan Boucher  | Gyorskorcsolya | Férfi 1000 m   |
| Bronz | Steve Podborski | Alpesisí       | Férfi lesiklás |

## Alpesisí
Férfi
| Versenyző       | Versenyszám | Eredmény      | Helyezés      |
| --------------- | ----------- | ------------- | ------------- |
| Dave Irwin      | Lesiklás    | 1:48,12       | 11.           |
| David Murray    | Lesiklás    | 1:47,95       | 10.           |
| Steve Podborski | Lesiklás    | 1:46,62       |               |
| Ken Read        | Lesiklás    | nem ért célba | nem ért célba |

Női
| Versenyző     | Versenyszám      | 1. futam | 1. futam | 2. futam | 2. futam | Összesítés | Összesítés |
| Versenyző     | Versenyszám      | Idő      | Hely.    | Idő      | Hely.    | Idő        | Helyezés   |
| ------------- | ---------------- | -------- | -------- | -------- | -------- | ---------- | ---------- |
| Laurie Graham | Lesiklás         |          |          |          |          | 1:40,74    | 11.*       |
| Loni Klettl   | Lesiklás         |          |          |          |          | 1:40,95    | 13.        |
| Kathy Kreiner | Lesiklás         |          |          |          |          | 1:39,53    | 5.         |
| Kathy Kreiner | Műlesiklás       | 48,06    | 21.      | 46,72    | 15.      | 1:34,78    | 15.        |
| Kathy Kreiner | Óriás-műlesiklás | 1:17,19  | 11.      | 1:28,56  | 9.       | 2:45,75    | 9.         |

* - egy másik versenyzővel azonos eredményt ért el

## Bob
| Versenyző                                               | Versenyszám | 1. futam | 1. futam | 2. futam | 2. futam | 3. futam      | 3. futam      | 4. futam | 4. futam | Összesítés | Összesítés |
| Versenyző                                               | Versenyszám | Idő      | Hely.    | Idő      | Hely.    | Idő           | Hely.         | Idő      | Hely.    | Idő        | Helyezés   |
| ------------------------------------------------------- | ----------- | -------- | -------- | -------- | -------- | ------------- | ------------- | -------- | -------- | ---------- | ---------- |
| Joey Kilburn Robert Wilson                              | Kettes      | 1:04,07  | 14.      | 1:04,27  | 12.      | 1:03,96       | 14.           | 1:03,91  | 11.      | 4:16,21    | 13.        |
| Brian Vachon Serge Cantin                               | Kettes      | 1:04,66  | 18.      | 1:04,67  | 16.      | 1:04,38       | 17.           | 1:05,05  | 19.      | 4:18,76    | 20.        |
| Martin Glynn Alan MacLachlan Serge Cantin Robert Wilson | Négyes      | 1:01,76  | 15.      | 1:02,25  | 17.      | nem ért célba | nem ért célba | kiesett  | kiesett  | kiesett    | kiesett    |

## Gyorskorcsolya
Férfi
| Versenyző        | Versenyszám | Eredmény | Helyezés |
| ---------------- | ----------- | -------- | -------- |
| Gaétan Boucher   | 500 m       | 38,90    | 8.       |
| Gaétan Boucher   | 1000 m      | 1:16,68  |          |
| Gaétan Boucher   | 1500 m      | 2:00,15  | 15.      |
| Jacques Thibault | 500 m       | 40,11    | 26.      |
| Jacques Thibault | 1000 m      | 1:19,79  | 20.      |
| Jacques Thibault | 1500 m      | 2:06,79  | 27.      |
| Craig Webster    | 1000 m      | 1:21,47  | 27.      |
| Craig Webster    | 1500 m      | 2:02,41  | 23.      |
| Craig Webster    | 5000 m      | 7:28,94  | 20.      |

Női
| Versenyző      | Versenyszám | Eredmény | Helyezés |
| -------------- | ----------- | -------- | -------- |
| Sylvia Burka   | 500 m       | 43,43    | 9.       |
| Sylvia Burka   | 1000 m      | 1:27,50  | 7.       |
| Sylvia Burka   | 1500 m      | 2:14,65  | 10.      |
| Sylvia Burka   | 3000 m      | 4:44,22  | 12.      |
| Sylvie Daigle  | 500 m       | 44,16    | 19.      |
| Pat Durnin     | 3000 m      | 4:58,42  | 23.      |
| Kathy Vogt     | 500 m       | 44,15    | 18.      |
| Kathy Vogt     | 1000 m      | 1:30,33  | 24.      |
| Kathy Vogt     | 1500 m      | 2:16,09  | 16.      |
| Brenda Webster | 1000 m      | 1:29,84  | 19.      |
| Brenda Webster | 1500 m      | 2:14,73  | 11.      |
| Brenda Webster | 3000 m      | 4:43,67  | 11.      |

## Jégkorong
| Kanadai férfi jégkorongcsapat-játékoskeret                                                                   | Kanadai férfi jégkorongcsapat-játékoskeret                                                        | Kanadai férfi jégkorongcsapat-játékoskeret                                                                |
| --- | ------------------------------------------------------------------------------------------------- | --- |
| - Glenn Anderson - Warren Anderson - Ken Berry - Franco Carella - Dan D'Alvise - Ron Davidson - John Devaney | - Bob Dupuis - Joe Grant - Randy Gregg - Dave Hindmarch - Paul MacLean - Kevin Maxwell - Jim Nill | - Terry O'Malley - Paul Pageau - Brad Pirie - Kevin Primeau - Don Spring - Tim Watters - Stelio Zupancich |

### Eredmények
Vörös csoport
| Csapat        | M | Gy | D | V | G+ | G– | Gk  | P  |
| ------------- | - | -- | - | - | -- | -- | --- | -- |
| Szovjetunió   | 5 | 5  | 0 | 0 | 51 | 11 | +40 | 10 |
| Finnország    | 5 | 3  | 0 | 2 | 26 | 18 | +8  | 6  |
| Kanada        | 5 | 3  | 0 | 2 | 28 | 12 | +16 | 6  |
| Lengyelország | 5 | 2  | 0 | 3 | 15 | 23 | –8  | 4  |
| Hollandia     | 5 | 1  | 1 | 3 | 16 | 43 | –27 | 3  |
| Japán         | 5 | 0  | 1 | 4 | 7  | 36 | –29 | 1  |

- Finnország és Kanada között az egymás elleni eredmény (4–3) döntött.

| 1980. február 12. | Kanada (CAN) | 10 – 1 (2–1, 2–0, 6–0) | Hollandia | Lake Placid |

|  |  |  |  |  |
|  |  |  |  |  |
|  |  |  |  |  |
|  |  |  |  |  |

| 1980. február 14. | Kanada (CAN) | 5 – 1 (1–0, 2–1, 2–0) | Lengyelország | Lake Placid |

|  |  |  |  |  |
|  |  |  |  |  |
|  |  |  |  |  |
|  |  |  |  |  |

| 1980. február 16. | Kanada (CAN) | 3 – 4 (1–2, 0–1, 2–1) | Finnország | Lake Placid |

|  |  |  |  |  |
|  |  |  |  |  |
|  |  |  |  |  |
|  |  |  |  |  |

| 1980. február 18. | Kanada (CAN) | 6 – 0 (2–0, 2–0, 2–0) | Japán | Lake Placid |

|  |  |  |  |  |
|  |  |  |  |  |
|  |  |  |  |  |
|  |  |  |  |  |

| 1980. február 20. | Szovjetunió (URS) | 6 – 4 (1–1, 1–2, 4–1) | Kanada | Lake Placid |

|  |  |  |  |  |
|  |  |  |  |  |
|  |  |  |  |  |
|  |  |  |  |  |

Az 5. helyért
| 1980. február 22. | Csehszlovákia (TCH) | 6 – 1 (5–0, 0–1, 1–0) | Kanada | Lake Placid |

|  |  |  |  |  |
|  |  |  |  |  |
|  |  |  |  |  |
|  |  |  |  |  |

| Csapat | Helyezés |
| ------ | -------- |
| Kanada | 6.       |

## Műkorcsolya
| Versenyző                      | Versenyszám  | Kötelező elemek   | Kötelező elemek | Rövid program     | Rövid program | Kűr               | Kűr   | Összesítés                     | Összesítés                     | Összesítés                     | Összesítés                     | Összesítés                     | Összesítés                     | Összesítés                     | Összesítés                     | Összesítés                     | Összesítés        | Összesítés        | Összesítés  | Összesítés | Összesítés |
| Versenyző                      | Versenyszám  | Kötelező elemek   | Kötelező elemek | Rövid program     | Rövid program | Kűr               | Kűr   | Helyezési pontszámok bírónként | Helyezési pontszámok bírónként | Helyezési pontszámok bírónként | Helyezési pontszámok bírónként | Helyezési pontszámok bírónként | Helyezési pontszámok bírónként | Helyezési pontszámok bírónként | Helyezési pontszámok bírónként | Helyezési pontszámok bírónként | Több. hely. száma | Több. hely. össz. | Hely. össz. | Pont       | Helyezés   |
| Versenyző                      | Versenyszám  | Több. hely. száma | Hely.           | Több. hely. száma | Hely.         | Több. hely. száma | Hely. | 1                              | 2                              | 3                              | 4                              | 5                              | 6                              | 7                              | 8                              | 9                              | Több. hely. száma | Több. hely. össz. | Hely. össz. | Pont       | Helyezés   |
| ------------------------------ | ------------ | ----------------- | --------------- | ----------------- | ------------- | ----------------- | ----- | ------------------------------ | ------------------------------ | ------------------------------ | ------------------------------ | ------------------------------ | ------------------------------ | ------------------------------ | ------------------------------ | ------------------------------ | ----------------- | ----------------- | ----------- | ---------- | ---------- |
| Brian Pockar                   | Férfi egyéni | 6×12+             | 12.             | 9×12+             | 12.           | 5×12+             | 12.   | 11,0                           | 12,0                           | 12,0                           | 12,0                           | 12,0                           | 11,0                           | 12,0                           | 13,0                           | 12,0                           | 8×12+             | 94,0              | 107,0       | 163,26     | 12.        |
| Heather Kemkaran               | Női egyéni   | 5×14+             | 16.             | 6×12+             | 12.           | 7×15+             | 15.   | 15,0                           | 14,0                           | 13,0                           | 13,0                           | 14,0                           | 15,0                           | 14,0                           | 15,0                           | 15,0                           | 5×14+             | 68,0              | 128,0       | 164,64     | 15.        |
| Barbara Underhill Paul Martini | Páros        |                   |                 | 9×9+              | 9.            | 9×9+              | 9.    | 9,0                            | 9,0                            | 9,0                            | 8,0                            | 8,0                            | 9,0                            | 9,0                            | 9,0                            | 8,0                            | 9×9+              | 78,0              | 78,0        | 129,36     | 9.         |

| Versenyző                  | Versenyszám | Kötelező táncok   | Kötelező táncok | Eredeti (original) tánc | Eredeti (original) tánc | Kűr               | Kűr   | Összesítés                     | Összesítés                     | Összesítés                     | Összesítés                     | Összesítés                     | Összesítés                     | Összesítés                     | Összesítés                     | Összesítés                     | Összesítés        | Összesítés        | Összesítés  | Összesítés | Összesítés |
| Versenyző                  | Versenyszám | Kötelező táncok   | Kötelező táncok | Eredeti (original) tánc | Eredeti (original) tánc | Kűr               | Kűr   | Helyezési pontszámok bírónként | Helyezési pontszámok bírónként | Helyezési pontszámok bírónként | Helyezési pontszámok bírónként | Helyezési pontszámok bírónként | Helyezési pontszámok bírónként | Helyezési pontszámok bírónként | Helyezési pontszámok bírónként | Helyezési pontszámok bírónként | Több. hely. száma | Több. hely. össz. | Hely. össz. | Pont       | Helyezés   |
| Versenyző                  | Versenyszám | Több. hely. száma | Hely.           | Több. hely. száma       | Hely.                   | Több. hely. száma | Hely. | 1                              | 2                              | 3                              | 4                              | 5                              | 6                              | 7                              | 8                              | 9                              | Több. hely. száma | Több. hely. össz. | Hely. össz. | Pont       | Helyezés   |
| -------------------------- | ----------- | ----------------- | --------------- | ----------------------- | ----------------------- | ----------------- | ----- | ------------------------------ | ------------------------------ | ------------------------------ | ------------------------------ | ------------------------------ | ------------------------------ | ------------------------------ | ------------------------------ | ------------------------------ | ----------------- | ----------------- | ----------- | ---------- | ---------- |
| Lorna Wighton John Dowding | Jégtánc     | 6×5+              | 6.              | 7×8+                    | 8.                      | 5×6+              | 6.    | 7,0                            | 6,0                            | 6,0                            | 6,0                            | 6,0                            | 6,0                            | 5,0                            | 6,0                            | 6,0                            | 8×6+              | 47,0              | 54,0        | 193,80     | 6.         |

## Sífutás
Női
| Versenyző                                                          | Versenyszám    | Eredmény   | Helyezés |
| ------------------------------------------------------------------ | -------------- | ---------- | -------- |
| Sharon Firth                                                       | 5 km           | 16:54,66   | 35.      |
| Shirley Firth                                                      | 5 km           | 16:23,40   | 28.      |
| Shirley Firth                                                      | 10 km          | 32:56,87   | 24.      |
| Joan Groothuysen                                                   | 5 km           | 16:23,25   | 27.      |
| Joan Groothuysen                                                   | 10 km          | 33:31,99   | 34.      |
| Esther Miller                                                      | 10 km          | 33:29,03   | 33.      |
| Angela Schmidt-Foster                                              | 5 km           | 16:28,87   | 29.      |
| Angela Schmidt-Foster                                              | 10 km          | 32:56,13   | 23.      |
| Angela Schmidt-Foster Shirley Firth Esther Miller Joan Groothuysen | 4 × 5 km váltó | 1:07:45,75 | 8.       |

## Síugrás
| Versenyző     | Versenyszám | 1. ugrás | 1. ugrás | 2. ugrás | 2. ugrás | Összesítés | Összesítés |
| Versenyző     | Versenyszám | Pont     | Hely.    | Pont     | Hely.    | Pont       | Helyezés   |
| ------------- | ----------- | -------- | -------- | -------- | -------- | ---------- | ---------- |
| Horst Bulau   | Normálsánc  | 79,4     | 44.      | 100,7    | 29.      | 180,1      | 41.        |
| Horst Bulau   | Nagysánc    | 106,9    | 23.      | 98,2     | 34.      | 205,1      | 29.        |
| Steve Collins | Normálsánc  | 111,8    | 22.      | 95,9     | 35.*     | 207,7      | 28.        |
| Steve Collins | Nagysánc    | 126,7    | 4.       | 111,7    | 13.      | 238,4      | 9.         |
| Tauno Käyhkö  | Normálsánc  | 108,8    | 28.      | 96,6     | 33.      | 205,4      | 30.        |
| Tauno Käyhkö  | Nagysánc    | 104,4    | 25.*     | 104,2    | 22.      | 208,6      | 26.        |

* - egy másik versenyzővel azonos eredményt ért el

## Szánkó
| Versenyző       | Versenyszám | 1. futam | 1. futam | 2. futam | 2. futam | 3. futam | 3. futam | 4. futam | 4. futam | Összesítés | Összesítés |
| Versenyző       | Versenyszám | Idő      | Hely.    | Idő      | Hely.    | Idő      | Hely.    | Idő      | Hely.    | Idő        | Helyezés   |
| --------------- | ----------- | -------- | -------- | -------- | -------- | -------- | -------- | -------- | -------- | ---------- | ---------- |
| Mark Jensen     | Férfi egyes | 45,150   | 16.      | 46,218   | 21.      | 45,363   | 13.      | 46,079   | 19.      | 3:02,810   | 17.        |
| Bruce Smith     | Férfi egyes | 45,442   | 23.      | 45,305   | 12.      | 45,479   | 15.      | 44,848   | 10.      | 3:01,074   | 11.        |
| Carole Keyes    | Női egyes   | 40,616   | 18.      | 40,658   | 15.      | 41,567   | 22.      | 41,058   | 19.      | 2:43,899   | 18.        |
| Danielle Nadeau | Női egyes   | 40,782   | 20.      | 40,968   | 19.      | 41,770   | 23.      | 41,101   | 20.      | 2:44,621   | 22.        |